# Étaules (Charente-Maritime)
Étaules ist eine südwestfranzösische Gemeinde mit 2763 Einwohnern (Stand 1. Januar 2022) im Département Charente-Maritime in der Region Nouvelle-Aquitaine.

## Lage
Étaules liegt am von Kanälen durchzogenen Südufer der Seudre auf der zwischen der Gironde und der Seudre gelegenen Halbinsel Arvert, die zur historischen Kulturlandschaft der Saintonge gehört. Die nächstgrößere Stadt ist Royan (etwa 15 Kilometer Fahrtstrecke südlich). 

## Bevölkerungsentwicklung
| Jahr      | 1962 | 1968 | 1975 | 1982 | 1990 | 1999 | 2006 | 2016 | 2019 |
| Einwohner | 1290 | 1295 | 1262 | 1316 | 1413 | 1587 | 2090 | 2398 | 2618 |

Im 19. Jahrhundert hatte der Ort beständig zwischen 650 und knapp 1200 Einwohner. Infolge der Mechanisierung der Landwirtschaft ist die Bevölkerungszahl in der ersten Hälfte des 20. Jahrhunderts deutlich zurückgegangen und erreichte 1931 einen Tiefpunkt mit 946 Einwohnern.

## Wirtschaft
Seit Jahrhunderten spielt die Landwirtschaft die dominierende Rolle im Wirtschaftsleben der Gemeinde. Diese gehört zu den Bons Bois des Weinbaugebiets Cognac, doch wegen der Absatzkrise von Weinbränden wird kaum noch Wein angebaut. Viele Bauern sind zur 'normalen' Landwirtschaft zurückgekehrt. Seit den 1980er Jahren spielt der Tourismus eine nicht unbedeutende Rolle im Wirtschaftsleben des Ortes. Weitere Erwerbsquellen sind der Fischfang und die Austernzucht.

## Geschichte
Auf dem Gemeindegebiet von Étaules wurden prähistorische und gallo-römische Funde gemacht; in einer eisenzeitlichen Siedlung in der Gemarkung La pointe de Fauche wurden auch Keramikscherben gefunden. Man nimmt an, dass hier auch Salinen zur Salzgewinnung betrieben wurden. Im Mittelalter lautete der Name der Kirche und des Ortes Sainte-Marie de L’Isle oder Notre-Dame de L’Isle; zeitweise war die Kirche ein Priorat der Abtei La Sauve-Majeure. Die erstmalige Ortsbezeichnung 'Étaules' erscheint in einer Urkunde des Jahres 1228. Der Ort überstand den Hundertjährigen Krieg (1337–1453) weitgehend unbeschadet. In der Mitte des 16. Jahrhunderts gewann der Protestantismus auf der Halbinsel Arvert wie im gesamten Südwesten Frankreichs mehr und mehr an Bedeutung, was zu großen Spannungen führte, die letztlich in die Hugenottenkriege (1562–1598) mündeten. Nach dem Widerruf des Edikts von Nantes (1598) durch das Edikt von Fontainebleau (1685) lebte der protestantische Glaube, dem im Westen Frankreichs in manchen Gemeinden mehr als zwei Drittel der Bevölkerung anhingen, im Untergrund weiter – die Gläubigen trafen sich insgeheim in den Dünen oder in Scheunen; man sprach von einer „Kirche in der Wüste“ (Église du Désert). Viele Protestanten aus dem Südwesten Frankreichs wanderten auch per Schiff nach Neufrankreich aus. Erst mit dem in religiösen Dingen toleranten Marschall und Gouverneur Jean Charles de Saint-Nectaire besserte sich auf der Halbinsel Arvert die Situation für die Protestanten in der Mitte des 18. Jahrhunderts wieder. Ende des Jahres 1793 wurde von Revolutionskonvent die Freiheit der Religionsausübung beschlossen, wenngleich weiterhin eine Entchristianisierungspolitik betrieben und die meisten Kirchen zu Tempeln der Vernunft umgeweiht wurden oder noch bis in die napoleonische Zeit geschlossen blieben.

## Sehenswürdigkeiten
- Die alte katholische Pfarrkirche (Église Notre-Dame de L’Isle), die bereits in den Religionskriegen beschädigt worden war, brannte im Jahre 1703 aus. Mit königlicher Erlaubnis wurde der alte Bau aufgegeben und die Steine zum Neubau einer Kirche im Ortszentrum verwendet, die 1723 fertiggestellt war und in wesentlichen Teilen heute noch steht. Während der ersten Jahre der Französischen Revolution diente der Bau als Versammlungsort der Dorfgemeinschaft (maison commune). Mitte des 19. Jahrhunderts wurde die Kirche in Notre-Dame de la Nativité umbenannt und sowohl der Westteil wie die Ostpartie der Kirche erhielten eine neue Gestalt, die jedoch nach Bombentreffern alliierter Flugzeuge im Zweiten Weltkrieg in den 1950er Jahren erneut überarbeitet wurde. Das aus Bruchsteinen errichtete und deshalb verputzte Kirchenschiff hat ein tiefhängendes Stuckgewölbe, das auf eine hölzerne Unterkonstruktion aufgetragen wurde. Vierung, Querhauskapellen, Chor und Apsis wurden nach 1878 in aufwendiger Steinmetzarbeit aus dem hellen Kalkstein der Region errichtet und haben jeweils Rippengewölbe.
- Die Protestanten von Étaules hatten bis zur Mitte des 19. Jahrhunderts kein eigenes Gotteshaus und mussten auf die Nachbarorte Arvert und Chaillevette ausweichen. Der in den Jahren 1859–1864 errichtete protestantische Temple steht auf einem geschenkten Grundstück in der Ortsmitte. An der weitgehend schmucklosen Fassade, die ursprünglich von einem kleinen Glockengiebel überhöht war, finden sich klassizistische und neoromanische Elemente (Portal bzw. Rundbogenfries). Das Tympanonfeld des Portals zeigt – wie bei protestantischen Kirchen üblich – keinen figürlichen Schmuck, sondern ein ausgebreitetes Tuch mit einem aufgeschlagenen Buch und dem Bibelvers „Wenn euch also der Sohn befreit, dann seid ihr wirklich frei.“ (Joh 8,36 EU).
- Der dreiflügelige Herrensitz des Logis de La Granderie stammt aus dem 18. Jahrhundert. Im Zweiten Weltkrieg diente das Gebäude kurzzeitig als Herberge für Flüchtlinge aus dem Norden und Osten Frankreichs. Die deutschen Besatzer requirierten den Komplex und zerstörten das Portal, um mit ihren Militärfahrzeugen bis in den Hof vorfahren zu können. Nach schweren Kriegsbeschädigungen wurde das Ensemble in den 1950er Jahren mit deutscher Hilfe restauriert. Es befindet sich heute im Besitz der Fondation du Protestantisme Français.

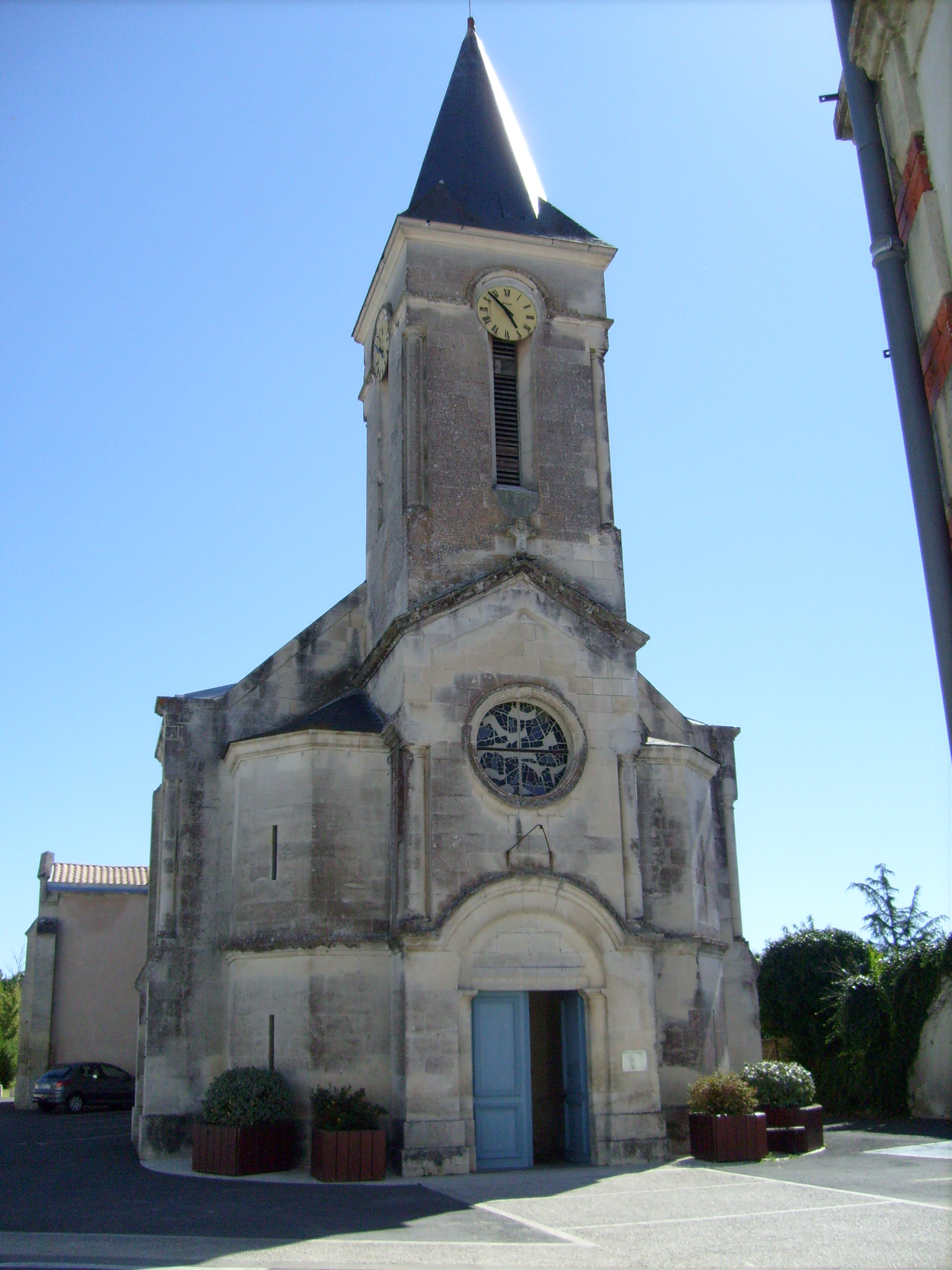
Kirche Notre-Dame
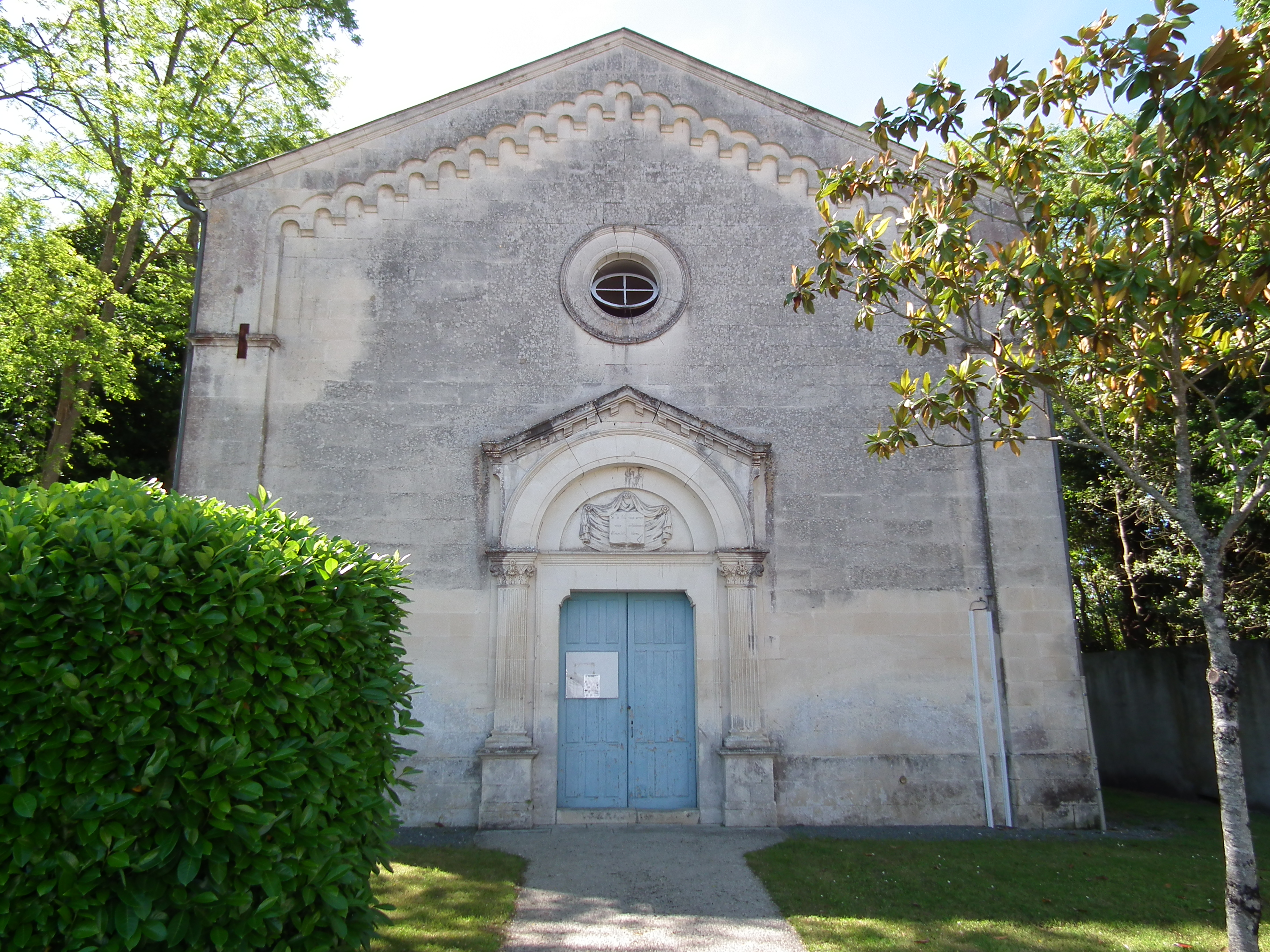
Protestantische Kirche
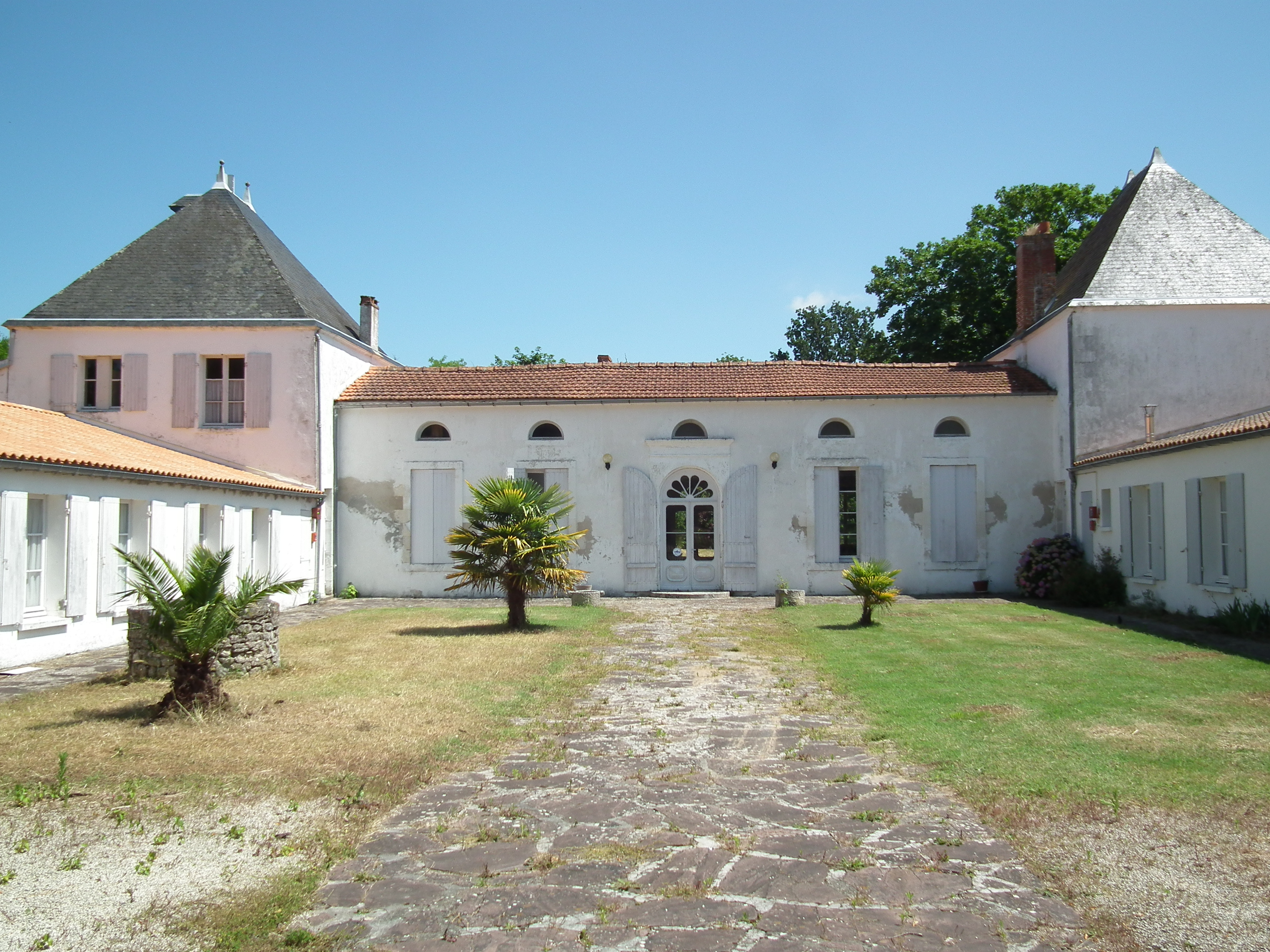
Herrenhaus Logis de La Granderie

## Partnergemeinden
- Kembs, Département Haut-Rhin, Frankreich
- Tengodogo, Burkina Faso